# Tarset Castle

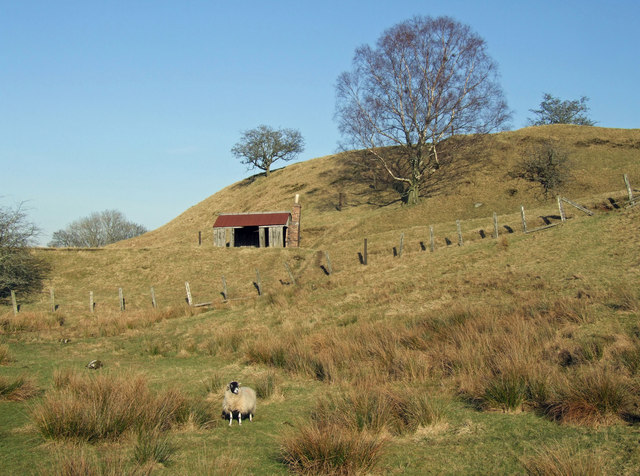
Die Ruinen von Tarset Castle (im Hintergrund)

Tarset Castle ist eine Burgruine im Dorf Tarset in der englischen Grafschaft Northumberland.

## Geschichte
1267 erhielt John Comyn von König Heinrich III. die Erlaubnis zum Bau eines befestigten Hauses (engl.: „Licence to Crenellate“) und so ließ er etwa 800 Meter südwestlich des heutigen Dorfes Tarset eine Burg bauen. Die Burg, die vier Ecktürme mit quadratischem Grundriss hatte, wurde von den Schotten kurz nach der Schlacht von Bannockburn im Juni 1314 zerstört. Heute findet man nur noch einige Fundamente oben auf einem Burghügel.